# Barry Pinches
Barry Pinches (ur. 13 lipca 1970) – angielski snookerzysta. Plasuje się na 59. miejscu pod względem zdobytych setek w profesjonalnych turniejach, w sierpniu 2025 miał ich łącznie 161.

## Kariera zawodowa
W 1988 zdobył mistrzostwo Anglii oraz wicemistrzostwo świata amatorów (przegrał w finale z Jamesem Wattaną). Rok później przeszedł do grona snookerzystów zawodowych. Jego największym osiągnięciem w karierze był ćwierćfinał turnieju rankingowego Travis Perkins UK Championships w 2003 roku. Po sezonie 2005/2006 został sklasyfikowany na pozycji nr 18 w rankingu światowym (obecnie na 56); na mistrzostwach świata w 2004 roku pokonał niespodziewanie w pierwszej rundzie faworyta publiczności Jimmy’ego White’a, by w 1/16 przegrać ze Stephenem Hendrym.
26 sierpnia 2007 roku zwyciężył (4:0) z Kenem Dohertym w finale niemieckiego nierankingowego turnieju Paul Hunter Classics rozgrywanego w Fürth. Na drodze do zwycięstwa pokonał m.in. Neila Robertsona oraz Fergala O’Briena.
Do końca sezonu 2010/2011, na swoim koncie zapisał 108 breaków stupunktowych.

## Statystyka zwycięstw

### Turnieje rankingowe
- Players Tour Championship 2010/2011 – Turniej 1

### Turnieje nierankingowe
- Paul Hunter Classic 2007